# Boos (Sekwana Nadmorska)
Boos – miejscowość i gmina we Francji, w regionie Normandia, w departamencie Sekwana Nadmorska.
Według danych na rok 1990 gminę zamieszkiwało 2487 osób, a gęstość zaludnienia wynosiła 177 osób/km² (wśród 1421 gmin Górnej Normandii Boos plasuje się na 93. miejscu pod względem liczby ludności, natomiast pod względem powierzchni na miejscu 174.).